# Kuševac
Kuševac – wieś w Chorwacji, w żupanii osijecko-barańskiej, w mieście Đakovo. W 2011 roku liczyła 1028 mieszkańców.